# Liste de jeux Bulkypix
Cette liste de jeux Bulkypix répertorie les plus de 250 jeux vidéo édités par Bulkypix. La date indiquée correspond à la première sortie du jeu, toutes régions et plates-formes confondues, sauf pour les rééditions.
| Année | Titre                                                      | Développeur                                    | Plate-forme                                                               |
| ----- | ---------------------------------------------------------- | ---------------------------------------------- | ------------------------------------------------------------------------- |
| 2009  | 0-3                                                        | 0-3                                            | 0-3                                                                       |
| 2009  | Hysteria Project                                           | Bulkypix                                       | iPhone, PlayStation Network                                               |
| 2009  | Badaboo                                                    | Bulkypix                                       | iPhone, Bada                                                              |
| 2009  | Eye Training                                               | IP4U                                           | iPhone                                                                    |
| 2009  | Snake Galaxy                                               | Dig Dog Studio                                 | iPhone, iPad                                                              |
| 2009  | Babel Rising                                               | White Birds Productions                        | iPhone, Android                                                           |
| 2009  | iWater Flow                                                | Dancing Dots                                   | iPhone                                                                    |
| 2009  | Deskplorers                                                | Happy Blue Fish                                | iPhone, iPad                                                              |
| 2009  | Magnetic Sports: Soccer                                    | Revo Solutions                                 | iPhone, Android                                                           |
| 2010  | 0-3                                                        | 0-3                                            | 0-3                                                                       |
| 2010  | Last King of Africa                                        | White Birds Productions                        | iPhone, iPad                                                              |
| 2010  | Landers Invaders                                           | DeValley Entertainment                         | iPhone                                                                    |
| 2010  | SocCars                                                    | White Birds Productions                        | iPhone                                                                    |
| 2010  | Magnetic Sports: Hockey                                    | Revo Solutions                                 | iPhone, Android                                                           |
| 2010  | Maestro: Green Groove                                      | Pastagames                                     | iPhone                                                                    |
| 2010  | Daily Quizz                                                | Bulkypix                                       | iPhone                                                                    |
| 2010  | Twin Blades                                                | Press Start Studio                             | iPhone, iPad, Android, PlayStation Network                                |
| 2010  | Saving Private Sheep                                       | Bulkypix                                       | iPhone, iPad, Android, Mac OS                                             |
| 2010  | Undead: The Last Refuge                                    | Magic Pockets                                  | iPhone                                                                    |
| 2010  | Pix'n Love Rush                                            | Pastagames                                     | iPhone, iPad, Android, Ouya, PlayStation Network, BlackBerry 10           |
| 2010  | RollOut                                                    | Fishing Cactus                                 | iPhone, iPad                                                              |
| 2010  | Blindtest.com                                              | Chugulu Games                                  | iPhone                                                                    |
| 2010  | 9G Effects                                                 | Bulkypix                                       | iPhone                                                                    |
| 2010  | Battlestar Commander                                       | Bulkypix                                       | iPhone, iPad                                                              |
| 2010  | Mon premier jeu                                            | Otaboo                                         | iPhone, iPad                                                              |
| 2010  | Aqua Panic DX                                              | Eko Software                                   | iPhone, iPad                                                              |
| 2010  | Survivium                                                  | Little Worlds Studio                           | iPhone                                                                    |
| 2010  | Pékin Express Online                                       | Bulkypix                                       | Navigateur                                                                |
| 2010  | Tout le monde veut prendre sa place Online                 | Bulkypix                                       | Navigateur                                                                |
| 2011  | 0-3                                                        | 0-3                                            | 0-3                                                                       |
| 2011  | The Prodigies Test                                         | Bulkypix                                       | iPhone                                                                    |
| 2011  | Little Marmiton                                            | Bulkypix                                       | Windows Phone                                                             |
| 2011  | Questions pour un champion Online                          | Bulkypix                                       | Navigateur, iPhone, iPad, Livebox                                         |
| 2011  | Monster Burner                                             | Ubisoft                                        | iPhone, iPad                                                              |
| 2011  | Save the Furries                                           | Smack Down Productions                         | iPhone, iPad, WiiWare, PC                                                 |
| 2011  | iCannon Hellfire                                           | Bulkypix                                       | iPhone                                                                    |
| 2011  | Hysteria Project 2                                         | Bulkypix                                       | iPhone, iPad, PlayStation Network                                         |
| 2011  | Drums Challenge: Charlie Morgan                            | Musigames                                      | iPhone, iPad                                                              |
| 2011  | Yslandia                                                   | Moving Player                                  | iPhone                                                                    |
| 2011  | 3D Twist and Match                                         | Sanuk Games                                    | iPhone, iPad, PlayStation Network                                         |
| 2011  | A Moon for the Sky                                         | Egg Ball                                       | iPhone, iPad, Android, PC                                                 |
| 2011  | Crazy Piano                                                | Tayasui                                        | iPhone                                                                    |
| 2011  | Mamba Nation: Battle                                       | Mimesis Republic                               | iPhone, iPad                                                              |
| 2011  | Tiny Token Empires                                         | BiP Media                                      | iPhone, iPad, PlayStation Network, Mac OS                                 |
| 2011  | Burn It All: Journey to the Sun                            | Pastagames                                     | iPhone, iPad, Android, Windows Phone, BlackBerry 10, Télévision connectée |
| 2011  | Gobliiins                                                  | DotEmu                                         | iPhone, Android                                                           |
| 2011  | Gobliins 2                                                 | DotEmu                                         | iPhone, Android                                                           |
| 2011  | Breitling Reno Air Races                                   | Bulkypix                                       | iPhone, iPad                                                              |
| 2011  | Another World : Édition 20e anniversaire                   | DotEmu                                         | iPhone, iPad, Mac OS                                                      |
| 2011  | Save Yammi                                                 | Intermost Inc.                                 | iPhone, iPad                                                              |
| 2011  | Corpse Granny                                              | FreshGem                                       | iPhone, iPad                                                              |
| 2011  | My Brute                                                   | Bulkypix                                       | iPhone, iPad, Android                                                     |
| 2011  | RPM: Gymkhana Racing                                       | BlueRiver                                      | iPhone, iPad                                                              |
| 2011  | Hills of Glory: WWII                                       | Mando Productions                              | iPhone, iPad, Android                                                     |
| 2011  | Globulos Mania                                             | GlobZ, Revo Solutions                          | iPhone, iPad                                                              |
| 2011  | Artillery Brigade                                          | Revo Solutions                                 | iPhone, iPad                                                              |
| 2011  | OIO: The Game                                              | Uncanny Games                                  | PC, Mac OS                                                                |
| 2011  | Cardboard Castle                                           | White Birds Productions                        | iPhone, iPad, Android, PlayStation Vita                                   |
| 2012  | 0-3                                                        | 0-3                                            | 0-3                                                                       |
| 2012  | Funny Hell                                                 | Fazen                                          | iPhone, iPad, Mac OS                                                      |
| 2012  | Fruity Jelly                                               | Scorsoft                                       | iPhone, iPad                                                              |
| 2012  | Jazz: Trump's Journey                                      | Egg Ball                                       | iPhone, iPad, Android, PC, Mac OS                                         |
| 2012  | Anooki Jump                                                | inook                                          | iPhone, iPad                                                              |
| 2012  | Crazy Escape                                               | KoolFing                                       | iPhone, iPad                                                              |
| 2012  | Lightopus                                                  | AppXplore                                      | iPhone, iPad                                                              |
| 2012  | Passeport : Du CP au CE1 - La Créature mystérieuse         | Bulkypix                                       | iPhone, iPad, Android                                                     |
| 2012  | Passeport : Du CE1 au CE2 - Le Voyage extraordinaire       | Bulkypix                                       | iPhone, iPad, Android                                                     |
| 2012  | Passeport : Du CE2 au CM1 - L'Aventure des petits copieurs | Bulkypix                                       | iPhone, iPad, Android                                                     |
| 2012  | Passeport : Du CM1 au CM2 - Le Voyage dans le temps        | Bulkypix                                       | iPhone, iPad, Android                                                     |
| 2012  | Kung Fu Rabbit                                             | cTools                                         | iPhone, iPad, Android, PlayStation Vita, Wii U, Nintendo 3DS              |
| 2012  | Yesterday                                                  | Pendulo Studios                                | iPhone, iPad, Android                                                     |
| 2012  | Catch the Candy                                            | FedoIT                                         | iPhone, iPad, Android                                                     |
| 2012  | Ninja Toss                                                 | D-Soft                                         | iPhone, iPad, Android                                                     |
| 2012  | Hollywood Monsters                                         | Pendulo Studios                                | iPhone, iPad                                                              |
| 2012  | Gnu Revenge                                                | Vaze                                           | iPhone, iPad                                                              |
| 2012  | Grave Defense                                              | Art of Bytes                                   | iPhone, iPad                                                              |
| 2012  | Babel Running                                              | Mando Productions                              | iPhone, iPad, Android                                                     |
| 2012  | iSlash                                                     | Duellogames                                    | iPhone, iPad, Android                                                     |
| 2012  | Aby Escape                                                 | PixelRatio                                     | iPhone, iPad, Android                                                     |
| 2012  | Saving Private Sheep 2                                     | Bulkypix                                       | iPhone, iPad, Android, Livebox                                            |
| 2012  | PyramidValley Adventure                                    | Kobojo                                         | iPhone, iPad                                                              |
| 2012  | Terra Noctis                                               | Fire Fruit Forge                               | iPhone, iPad                                                              |
| 2012  | The Sandbox                                                | Pixowl                                         | iPhone, iPad, Android, BlackBerry 10                                      |
| 2012  | Brainergy                                                  | Polm Studio                                    | iPhone, iPad                                                              |
| 2012  | Les Gees, le jeu                                           | Bulkypix                                       | iPhone, iPad, Android                                                     |
| 2012  | Autumn Dynasty                                             | Touchdimensions                                | iPhone, iPad                                                              |
| 2012  | WePad Party                                                | Wepad Games                                    | iPad                                                                      |
| 2012  | Hasta La Muerte                                            | Polm Studio                                    | iPhone, iPad, Android                                                     |
| 2012  | Chicken Doom                                               | Dogbox, Audiogaming                            | iPhone, iPad                                                              |
| 2012  | Carrot Watch                                               | Kotelock                                       | iPhone, iPad                                                              |
| 2012  | Bee Control                                                | Addictive Zone                                 | Android                                                                   |
| 2012  | Bug Invasion                                               | Steel Steed                                    | iPhone, iPad                                                              |
| 2012  | Babel Rising: Cataclysm                                    | Mando Productions                              | iPhone, iPad, Android                                                     |
| 2012  | Soldier vs. Aliens                                         | Bulkypix                                       | iPhone, iPad, Android, BlackBerry 10                                      |
| 2012  | Music Master Chopin: Rock                                  | Bloober Team                                   | iPhone, iPad                                                              |
| 2012  | Music Master Chopin: Classic                               | Bloober Team                                   | iPhone, iPad                                                              |
| 2012  | Reiner Knizia's Card Buster                                | Aidem Media                                    | iPhone, iPad                                                              |
| 2012  | Sugar Kid                                                  | A Crowd of Monsters                            | iPhone, iPad                                                              |
| 2012  | Amok                                                       | Terato Tech                                    | iPhone, iPad                                                              |
| 2012  | Reversion: The Escape                                      | 3f Soluciones                                  | iPhone, iPad                                                              |
| 2012  | Space Disorder                                             | Mi-Clos Studio                                 | iPhone, iPad                                                              |
| 2012  | Hidden Runaway                                             | Pendulo Studios                                | iPhone, iPad, PC                                                          |
| 2012  | Pepe's Conchita: Fly Fury                                  | Pop Rocket                                     | iPhone, iPad, Android                                                     |
| 2012  | Fort Boyard                                                | Bulkypix                                       | iPhone, iPad, Android, BlackBerry 10                                      |
| 2012  | Citadel Arcanes                                            | Krystal Bytes                                  | iPhone, iPad                                                              |
| 2012  | SpinCraft                                                  | Mental Moustache                               | iPhone, iPad                                                              |
| 2012  | Panic Flight                                               | AMA, DeValley Entertainment                    | iPhone, iPad, Android                                                     |
| 2012  | Evofish                                                    | Moving Player                                  | iPhone, iPad, Android, Wii U                                              |
| 2012  | AR Defender 2                                              | int13                                          | iPhone, iPad                                                              |
| 2012  | Sleigher                                                   | Powered Games                                  | iPhone, iPad                                                              |
| 2013  | 0-3                                                        | 0-3                                            | 0-3                                                                       |
| 2013  | Little Amazon                                              | cTools                                         | iPhone, iPad, Android                                                     |
| 2013  | Undead Soccer                                              | CGMatic                                        | iPhone, iPad, Android                                                     |
| 2013  | Animal Park Tycoon                                         | AMA                                            | iPhone, iPad, Android                                                     |
| 2013  | Goblins Rush                                               | Tuesday Quest                                  | Android                                                                   |
| 2013  | PinWar                                                     | Prank Ltd.                                     | iPhone, iPad, Android                                                     |
| 2013  | Redneck Revenge: A Zombie Road Trip                        | Bulkypix                                       | iPhone, iPad, Android, BlackBerry 10                                      |
| 2013  | Turbolab Pursuit                                           | Koolfing                                       | iPhone, iPad                                                              |
| 2013  | Penumbear                                                  | Taco Graveyard                                 | iPhone, iPad                                                              |
| 2013  | Abalone                                                    | sppa4apps                                      | iPhone, iPad, Android, PC                                                 |
| 2013  | Runaway: A Twist of Fate                                   | Pendulo Studios                                | iPhone, iPad                                                              |
| 2013  | Tink                                                       | Iceboat Studio                                 | iPhone, iPad                                                              |
| 2013  | Anima: Ark of Sinners Advance                              | Anima Game Studio                              | iPhone, iPad                                                              |
| 2013  | CandyMeleon                                                | Levelloop                                      | iPhone, iPad, Android                                                     |
| 2013  | Quell: Memento                                             | Fallen Tree Games                              | iPhone, iPad, Android                                                     |
| 2013  | Runaway: A Road Adventure                                  | Pendulo Studios                                | iPhone, iPad                                                              |
| 2013  | Le Petit Nicolas : La Grande Course                        | Bulkypix                                       | iPhone, iPad, Android                                                     |
| 2013  | Smooth Operators                                           | Heydeck                                        | iPhone, iPad                                                              |
| 2013  | Song Rush                                                  | Bulkypix                                       | iPhone, iPad, Android                                                     |
| 2013  | Astérix : Mégabaffe                                        | Bulkypix                                       | iPhone, iPad, Android                                                     |
| 2013  | Link the Slug                                              | OXPlay                                         | iPhone, iPad, Android                                                     |
| 2013  | Real Meal Cafe                                             | Gamebirth                                      | iPhone, iPad                                                              |
| 2013  | Dead Effect                                                | InDev Brain                                    | iPhone, iPad                                                              |
| 2013  | Orborun                                                    | Tiny Lab Productions                           | iPhone, iPad, Android                                                     |
| 2013  | T.E.C 3001                                                 | Phoenix Game Studio                            | iPhone, iPad, PC                                                          |
| 2013  | Type:Rider                                                 | Agat Films & Cie - Ex Nihilo / Arte            | iPhone, iPad, Android, PC                                                 |
| 2013  | Runaway 2: The Dream of the Turtle                         | Pendulo Studios                                | iPhone, iPad                                                              |
| 2013  | Astérix : Totale Riposte                                   | Bulkypix                                       | iPhone, iPad, Android                                                     |
| 2013  | Vlad                                                       | Vhlamlab                                       | iPhone, iPad                                                              |
| 2013  | Meltdown                                                   | Phenomenon Games                               | iPhone, iPad, Android, PC                                                 |
| 2013  | Tunes Up                                                   | Bulkypix                                       | iPhone, iPad, Android                                                     |
| 2013  | Joe Dever's Lone Wolf                                      | Forge Reply                                    | iPhone, iPad, Android, PC (HD Remaster)                                   |
| 2013  | Give My Ball Back                                          | Nravo                                          | iPhone, iPad                                                              |
| 2013  | Jetbee: Ready, Set... GO!                                  | Nravo                                          | iPhone, iPad                                                              |
| 2013  | Pretentious Game                                           | Keybol                                         | iPhone, iPad, Android                                                     |
| 2013  | Reiner Knizia's Razzia                                     | Aidem Media                                    | iPhone, iPad                                                              |
| 2013  | Jewel Galaxy                                               | Gamepocket Studio                              | iPhone, iPad, Android                                                     |
| 2013  | AntiSquad                                                  | Insgame                                        | iPhone, iPad, PC                                                          |
| 2013  | Line Knight: Fortix                                        | Nemesys Games                                  | iPhone, iPad                                                              |
| 2014  | 0-3                                                        | 0-3                                            | 0-3                                                                       |
| 2014  | Bardbarian                                                 | TreeFortress                                   | iPhone, iPad, Android, PC                                                 |
| 2014  | Beyond Space                                               | Silesia Games                                  | iPhone, iPad, Android, PC                                                 |
| 2014  | Pénombre                                                   | Empty Flask Games                              | iPhone, iPad, Android                                                     |
| 2014  | TriBlaster                                                 | OEFun                                          | iPhone, iPad                                                              |
| 2014  | Maya the Bee: The Ant's Quest                              | Bulkypix                                       | iPhone, iPad, Android                                                     |
| 2014  | D&CO, le jeu                                               | Bulkypix                                       | iPhone, iPad, Android                                                     |
| 2014  | FreeDum                                                    | Pedro                                          | iPhone, iPad, Android                                                     |
| 2014  | Lil Smasher                                                | MooseMouse                                     | iPhone, iPad                                                              |
| 2014  | Lethal Lance                                               | LL Team                                        | iPhone, iPad                                                              |
| 2014  | GoTuizz                                                    | Bulkypix                                       | iPhone, iPad, Android                                                     |
| 2014  | Dark Lands                                                 | Mingle Games                                   | iPhone, iPad, Android                                                     |
| 2014  | 4444                                                       | Cellar Ghost                                   | iPhone, iPad, Android                                                     |
| 2014  | Personne ne bouge : À la poursuite de M. Lambda            | Bulkypix / Agat Films & Cie - Ex Nihilo / Arte | Navigateur                                                                |
| 2014  | Planet Actu Quiz                                           | Bulkypix                                       | iPhone, iPad, Android                                                     |
| 2014  | 1Path                                                      | Pixeption                                      | iPhone, iPad, Android                                                     |
| 2014  | Rubpix                                                     | keybol                                         | iPhone, iPad, Android                                                     |
| 2014  | Luminux                                                    | Pelagic Games                                  | iPhone, iPad, Android                                                     |
| 2014  | Pigs Can't Fly                                             | Chillsters                                     | iPhone, iPad, Android                                                     |
| 2014  | Les Crumpets, le jeu                                       | Bulkypix                                       | iPhone, iPad, Android                                                     |
| 2014  | Bubble Fish Party                                          | Xplored                                        | iPhone, iPad, Android                                                     |
| 2014  | Heli Hell                                                  | StarKom Entertainment                          | iPhone, iPad                                                              |
| 2014  | Chicken Fighters                                           | Bulkypix                                       | iPhone, iPad, Android, Facebook                                           |
| 2014  | Le Ranch Online                                            | Digiworks                                      | Navigateur, iPhone, iPad, Android                                         |
| 2014  | The Bearded Hero                                           | Team Square Game                               | iPhone, iPad                                                              |
| 2014  | Zombie Commando                                            | Pixelnutsgame                                  | iPhone, iPad                                                              |
| 2014  | Dream Revenant                                             | Speed Bump Studio                              | iPhone, iPad                                                              |
| 2014  | Brave Furries                                              | CrazyGoat Games                                | iPhone, iPad, Android                                                     |
| 2014  | Blinding Dark                                              | Games Hut                                      | PC, Mac, Linux                                                            |
| 2014  | Light Apprentice                                           | Amazu                                          | iPhone, iPad                                                              |
| 2014  | Fallin Love                                                | Chestnut Games                                 | iPhone, iPad, Android                                                     |
| 2014  | Ace Ferrara and the Dino Menace                            | Philipp Seifried                               | iPhone, iPad                                                              |
| 2014  | Optika                                                     | Playzilla                                      | iPhone, iPad                                                              |
| 2014  | Hyper Trip                                                 | Game Fry Studio                                | iPhone, iPad, Android                                                     |
| 2014  | Huerons                                                    | Infinite Eurekas                               | iPhone, iPad, Android                                                     |
| 2014  | Puzzle Warriors Adventure                                  | Casual Immersions Entertainment                | iPad                                                                      |
| 2014  | Nimble Squiggles                                           | Endless Cat                                    | iPhone, iPad, Android                                                     |
| 2014  | iPollute                                                   | Crafty Arcade                                  | iPhone, iPad, Android                                                     |
| 2014  | I am a Brave Knight                                        | Tree Interactive                               | iPhone, iPad, Android                                                     |
| 2014  | Adrenalin Rush: Miami Drive                                | Baltoro Games                                  | iPhone, iPad, Android                                                     |
| 2014  | PegGoo Pop                                                 | Gentleman Rat                                  | iPhone, iPad, Android                                                     |
| 2014  | Never Let Go                                               | Rocksoft                                       | iPhone, iPad                                                              |
| 2014  | Fellice                                                    | Klickaffen                                     | iPhone, iPad                                                              |
| 2014  | Grey Cubes                                                 | Deion Mobile                                   | iPhone, iPad, Android                                                     |
| 2014  | Nitropia : War Commanders                                  | Dawn Patrol Games                              | iPhone, iPad, Android                                                     |
| 2014  | Car Breakers                                               | Alaparplay                                     | iPhone, iPad                                                              |
| 2014  | Le Jeu des 1 000 euros                                     | Bulkypix                                       | iPhone, iPad                                                              |
| 2014  | LoliRock, le jeu                                           | Bulkypix                                       | iPhone, iPad, Android                                                     |
| 2014  | Corto Maltese : Secrets de Venise                          | Lexis Numérique / Kids Up Hill                 | iPhone, iPad, Android, PC                                                 |
| 2014  | My Perfect Man                                             | Bulkypix                                       | iPhone, iPad, Android, Facebook                                           |
| 2014  | Mecha Titans                                               | Pinokl Games                                   | iPhone, iPad                                                              |
| 2014  | The Drive : Devil's Run                                    | POLYGAMe Digital                               | iPhone, iPad                                                              |
| 2015  | 0-3                                                        | 0-3                                            | 0-3                                                                       |
| 2015  | Spectrum                                                   | 3D Avenue                                      | iPhone, iPad, Android, PC, Mac OS                                         |
| 2015  | Bloks                                                      | Simon Natt                                     | iPhone, iPad, Android                                                     |
| 2015  | Eagle Squad                                                | Bulkypix                                       | iPhone, iPad, Android                                                     |
| 2015  | Ted the Jumper                                             | MMX Games                                      | iPhone, iPad, Android                                                     |
| 2015  | Gus : À vol d'oiseau                                       | TeamTO / Artefacts Studio                      | iPhone, iPad, Android                                                     |
| 2015  | Tiny Hoglets                                               | Gamepocket Studio                              | iPhone, iPad, Android                                                     |
| 2015  | Fisk                                                       | Games by Mee                                   | iPhone, iPad                                                              |
| 2015  | Nexus: One Core                                            | Hyde Games                                     | PC                                                                        |
| 2015  | Président                                                  | Almateos                                       | iPhone, iPad                                                              |
| 2015  | StandPoint                                                 | Unruly Attractions                             | PC, Mac, Linux                                                            |
| 2015  | Maya the Bee: Flying Challenge                             | Bulkypix                                       | iPhone, iPad, Android                                                     |
| 2015  | Dotello                                                    | Gamepocket Studio                              | iPhone, iPad, Android                                                     |
| 2015  | KromacelliK                                                | Wild Team                                      | iPhone, iPad, Android                                                     |
| 2015  | Spirit of War: The Great War                               | G-OLD                                          | iPhone, iPad, PC, Mac                                                     |
| 2015  | Please Don't Touch Anything                                | Four Quarters                                  | PC, Mac, Oculus Rift, Samsung Gear VR, Linux, iPhone, iPad, Android       |
| 2015  | Worzel Gummidge, le jeu                                    | Bulkypix                                       | iPhone, iPad, Android                                                     |
| 2015  | Fusion Two                                                 | Bumbliss Company Limited                       | iPhone, iPad, Android                                                     |
| 2015  | Space Hangman                                              | Lele Studio                                    | iPhone, iPad                                                              |
| 2015  | Wire Defuser                                               | SneakyBox                                      | iPhone, iPad, Android                                                     |
| 2015  | Le Village de Calimero                                     | Bulkypix                                       | iPhone, iPad, Android                                                     |
| 2015  | Up You Go                                                  | Bulkypix                                       | iPhone, iPad, Android                                                     |
| 2015  | Devouring Stars                                            | Nerial                                         | PC, Mac OS, Linux                                                         |
| 2015  | Revolution                                                 | DeadCool Apps                                  | iPhone, iPad, Android                                                     |
| 2015  | Yurei Ninja                                                | Fish Cracker Games                             | iPhone, iPad, Android                                                     |
| 2015  | El Diego                                                   | Bulkypix                                       | iPhone, iPad, Android                                                     |
| 2015  | The Ascencion                                              | Wheiros Entertainment                          | iPhone, iPad                                                              |
| 2015  | Dotello: Slide                                             | Gamepocket Studio                              | iPhone, iPad                                                              |
| 2015  | Hit Invaders                                               | RooftApps                                      | iPhone, iPad, Android                                                     |
| 2015  | Towers Runner                                              | StormJoy                                       | iPhone, iPad                                                              |
| 2015  | Zombie Hero: Revenge of Kiki                               | Secret Character                               | iPhone, iPad                                                              |
| 2015  | 7 Seas                                                     | Big Hut Games                                  | iPhone, iPad, Android                                                     |
| 2015  | Vikings Gone Wild                                          | EVERYDAYiPLAY                                  | iPhone, iPad                                                              |
| 2015  | Running Cube                                               | WindForce Games                                | iPhone, iPad, Android                                                     |
| 2015  | Pizza Ninja Story                                          | Inlogic Software                               | iPhone, iPad, Android                                                     |
| 2015  | Mad Aces                                                   | Carpazzzi                                      | iPhone, iPad, Android                                                     |
| 2015  | Cleanopolis VR                                             | Bulkypix / EDF                                 | iPhone, iPad, Android (compatible Google Cardboard)                       |
| 2015  | Swiss Life Racer                                           | Bulkypix / Swiss Life                          | iPhone, iPad, Android, Oculus Rift                                        |
| 2016  | 0-3                                                        | 0-3                                            | 0-3                                                                       |
| 2016  | Pony Island                                                | Daniel Mullins Games                           | PC, Mac OS, Linux                                                         |
| 2016  | Drifting Penguins                                          | Rectworks                                      | iPhone, iPad, Android                                                     |
| 2016  | Bouncy Pong                                                | Skullbox                                       | iPhone, iPad                                                              |
| 2016  | Wild Rodeo                                                 | Rectworks                                      | iPhone, iPad                                                              |
| 2016  | Monument Drop                                              | Sunny Games                                    | iPhone, iPad                                                              |
| 2016  | Drop Block                                                 | Deadcool Apps                                  | iPhone, iPad                                                              |
| 2016  | Sky Tiles                                                  | Hellstorm                                      | iPhone, iPad, Android                                                     |
| 2016  | Math Blitz                                                 | StormJoy                                       | iPhone, iPad, Android                                                     |
| 2016  | Bouncy Blocks                                              | DeadCool Apps                                  | iPhone, iPad                                                              |
| 2016  | Frantic Architect                                          | William Kwan                                   | iPhone, iPad                                                              |
| 2016  | What's Jumping                                             | GameHot                                        | iPhone, iPad                                                              |
| 2016  | Zombie Maze: Puppy Rescue                                  | Asura Game                                     | iPhone, iPad                                                              |
| 2016  | Math Hopper                                                | 4tee                                           | iPhone, iPad, Android                                                     |
| 2016  | Mars Mountain                                              | Tastypill                                      | iPhone, iPad, Android                                                     |
| 2016  | Flail Rider                                                | Catpancake                                     | iPhone, iPad, Android                                                     |
| 2016  | Fold+                                                      | Once a Bird                                    | iPhone, iPad, Android                                                     |
| 2016  | Mission Z                                                  | VIM Digital                                    | iPhone, iPad, Android                                                     |
| 2016  | Frantic Shooter                                            | PixelRatio                                     | iPhone, iPad, Android                                                     |
| 2016  | Pocket Kingdom                                             | 08 Games                                       | PC, Mac OS, Linux                                                         |